# 高九成
高九成（1986年8月20日—），本名高成，字“九成”。

## 经历
高九成于2009年入科，2013年9月13日，随“九”字科第一批拜师成为“頭九”成员，和搭檔張九南同為德云六队演員。

## 演出相關

#### 常駐综艺
| 首播日期 | 首播日期     | 電視臺   | 節目名稱       | 備註 |
| 2021年   | 2月13日-15日 | 天津衛視 | 《青春德雲社》 |      |

## 外部連結
- 高九成的新浪微博

| 从师   | 辈分   | 收徒 |
| 郭德綱 | 第九代 | —    |